# Libnotes (Afrolimonia) shawi
Libnotes (Afrolimonia) shawi is een tweevleugelige uit de familie steltmuggen (Limoniidae). De soort komt voor in het Afrotropisch gebied.